# Instituto de Altos Estudios de Cinematografía
IDHEC es un acrónimo de Instituto de Altos Estudios de Cinematografía (en francés: Institut des Hautes Études Cinématographiques), institución francesa localizada en París, y que fuera creada en 1943 por Marcel L'Herbier, aunque su desarrollo se produjo a partir de 1945.

## Historia
Fundado por Marcel L'Herbier durante la Segunda Guerra Mundial, de 1944 a 1988, en el IDHEC se graduaron 41 promociones y capacitó a 1 439 profesionales del cine, 873 franceses y 566 extranjeros. Entre los maestros estarán de 1945 a 1967 el historiador de cine Georges Sadoul y el teórico Jean Mitry y más tarde Serge Daney, Jean Douchet y muchos otros profesionales en lugar de maestros en casa. Después del 68 de mayo, bajo la dirección de Louis Daquin, el triunvirato Richard Copans, Jean Denis Bonan y Jean André Fieschi pueden considerarse los verdaderos autores de la nueva pedagogía cuyo actual FEMIS aún tiene huellas.
El IDHEC estableció un plan de estudios en tres años para proporcionar una educación especializada: primero en la forma de un año de preparación para el examen de ingreso realizado por Henri Agel en Lycée Voltaire, luego dos años en el Instituto. Después del 68 de mayo y la supresión del año preparatorio: un primer año en el Instituto común a todas las secciones y dos años de especialización.